# Don-Bosco-Gymnasium Essen
Das Don-Bosco-Gymnasium (DBG) Essen ist eine 1966 gegründete katholische Ersatzschule in Essen-Bochold. Träger sind die Salesianer Don Boscos. Zur Schule gehörte bis in die 1990er Jahre auch ein Internat. Die Schule gehört zur St. Johannesstift genannten Niederlassung des Trägers, zu dem seit 1974 auch der „Don-Bosco-Club“, eine Einrichtung der offenen Jugendarbeit gehört. Die Privatschule hat ihren Namen von Johannes Bosco, der von 1815 bis 1888 gelebt hat.
1981 wurde das hauseigene Selbsthilfeprojekt „Aktion Werkzeug für Haiti“ gegründet. Mit dieser Organisation unterstützt die Schule seitdem salesianische Einrichtungen und Projekte in dem Entwicklungsland.
Bis 1999 war das DBG ein reines Jungengymnasium. Zum Schuljahr 1999/2000 wurden dann erstmals auch Mädchen in den Jahrgangsstufen 5 und 11 aufgenommen.
Aktuell (Schuljahr 2023/24) hat die Schule 753 Schülerinnen und Schüler sowie 61 Lehrkräfte. Schulleiter ist seit dem Jahr 2023 Jens Franz Bette.

## Versuchter Terroranschlag
Am 12. Mai 2022 wurde der 16-jährige Schüler Jeremy R. festgenommen, da er einen rechtsextremistisch motivierten Anschlag nach Vorbild des norwegischen Massenmörders Anders Breivik auf das Gymnasium geplant hatte. Dabei sollten Lehrer sowie eine größere Anzahl von Schülern getötet werden. Er hatte sich zuvor  wesentliche Materialien für 16 Rohrbomben angeschafft und sich im „Darknet“ über deren Zusammenbau informiert. In seiner Wohnung fand die Polizei außerdem unter anderen Waffen, ein selbst gebautes Gewehr und Armbrüste mit Pfeilen. Am 4. Oktober 2022 wurde gegen ihn von der Bundesanwaltschaft Anklage erhoben. Am 10. Februar 2023 wurde der Angeklagte vom Oberlandesgericht Düsseldorf zu zwei Jahren Jugendstrafe auf Bewährung mit anschließender stationärer Behandlung in der Jugendpsychiatrie verurteilt. Er hatte zuvor Reue gezeigt und sich von seiner Tat distanziert.